# Territoire de l'Illinois
1809–1818
Entités précédentes :
- Territoire de l'Indiana

Entités suivantes :
- Illinois

Le territoire de l'Illinois était un territoire organisé des États-Unis, créé par une loi du Congrès votée le 3 février 1809 et entrée en application le 1er mars. Il cessa d'exister lorsque sa partie sud entra dans l'Union en tant qu'État d'Illinois, le 3 décembre 1818.

## Histoire
La région qui devint le territoire de l'Illinois était auparavant connue sous le nom de Pays des Illinois, et se trouvait sous contrôle français, tout d'abord au sein du Canada français, puis de la Louisiane française. Les Britanniques s'emparèrent de la région au terme de la guerre de Sept Ans, par le traité de Paris. Durant la guerre d'Indépendance, le colonel et futur général George Rogers Clark s'empara de la totalité du Pays des Illinois au nom de la Virginie, qui constitua le « comté d'Illinois » afin d'exercer le gouvernement théorique de la région. La Virginie abandonna la majeure partie de ses prétentions sur les terres au nord de l'Ohio afin de satisfaire les demandes des États enclavés.
Entre 1787 et 1800, le futur territoire de l'Illinois fit partie du territoire du Nord-Ouest. Lorsque l'Ohio devint un État, le territoire de l'Indiana fut constitué. Le 3 février 1809, le Congrès vota une loi établissant le territoire de l'Illinois après avoir reçu des pétitions provenant des habitants de l'ouest du territoire de l'Indiana se plaignant de la difficulté pour eux de participer aux affaires territoriales.
Le territoire de l'Illinois s'étendait sur la totalité des actuels États de l'Illinois et du Wisconsin, ainsi que sur l'est du Minnesota et l'ouest de la péninsule supérieure du Michigan. Lorsque l'Illinois devint un État, le reste du territoire fut rattaché au territoire du Michigan.

## Administration

### Gouverneurs du territoire de l'Illinois
- 1809 – 1818 : Ninian Edwards

### Secrétaires du territoire de l'Illinois
- 1809 – 1816 : Nathaniel Pope
- 1816 – 1818 : Joseph Phillips